# Laval-Atger
Laval-Atger era una comuna francesa situada en el departamento de Lozère, de la región de Occitania, que el 1 de enero de 2017 pasó a ser una comuna delegada de la comuna nueva de Saint-Bonnet-Laval al fusionarse con la comuna de Saint-Bonnet-de-Montauroux.

## Demografía
| Gráfica de evolución demográfica de Laval-Atger entre 1800 y 2014 |
|                                                                   |

Los datos demográficos contemplados en este gráfico de la comuna de Laval-Atger se han cogido de 1800 a 1999 de la página francesa EHESS/Cassini, y los demás datos de la página del INSEE.